# 2004 sur Internet
Cet article présente les faits marquants de l'année 2004 sur Internet.

## Évènements

### Février
- 4 février : lancement de Facebook (nommé initialement The Facebook).